# Barentsburg
Barentsburg er en russisk mineby på Svalbard. Byen har cirka 300 indbyggere (2006), næsten udelukkende russere og ukrainere. Barentsburg ligger omtrent 40 kilometer fra Longyearbyen i luftlinje, og nås enten med snescooter om vinteren, med båd i den isfrie periode eller med helikopter.